# Playhouse Disney
Playhouse Disney je blok pro nejmenší na televizní stanici Disney Channel. Je zaměřen na věkovou kategorii 1–8 let. Tento blok pro nejmenší je na Disney Channel vysílán každý den od 6.00 do 7.00 a následně od 8.45 do 10.00. V USA byl pořad vysílán mezi lety 1997–2011.

## Sesterská televize
Za sesterskou televizi tohoto bloku se dal považovat Jetix Play, který byl 31. července 2010 v ČR, Slovensku a Maďarsku zrušen.
Brzy[kdy?] by měl v ČR, Slovensku a Maďarsku vysílat celodenní kanál Playhouse Disney, jestli bude dabovaný se neví.

## Disney Junior
Náhradou za Playhouse Disney je od 14. února 2011 v USA nový blok Disney Junior, který vychází ze současného Playhouse Disney. Disney Junior začne vysílat také ve Velké Británii a do konce tohoto roku by měl vysílat až ve 23 zemích světa.

## Seriály
- Mistr Many
- Milly, Molly
- Mickeyho Klubík
- Poppets Town